# Pilar Pedraza
Pilar Pedraza Martínez (Toledo, 12 de octubre de 1951) es una escritora y profesora titular de universidad española. Su obra tiene dos vertientes principales: la narrativa de terror y el ensayo.

## Biografía
Tras doctorarse en Historia en la Universidad de Valencia, desde 1982 ejerce como profesora de Cine y Cine de Vanguardias en la misma universidad. Fue Consejera de Cultura de la Generalidad Valenciana (1993-1995) durante el último mandato de Joan Lerma y miembro del Consejo de Administración de RTVV. A lo largo de su trayectoria, compagina la docencia y la investigación con la creación literaria.

## Obra

### Narrativa
Tanto en sus novelas como en su narrativa breve, usualmente inscritos dentro del terror o el fantástico siniestro, Pedraza presenta personajes, en su mayoría femeninos, atravesando escenarios y situaciones inquietantes, en los que la presencia de lo sobrenatural (muertos que retornan a la vida, brujería, demonios, posesiones, objetos encantados) se asocia a la locura, la muerte y el placer sadomasoquista, hasta degradarse en pasiones mucho más terribles como la necrofilia, el canibalismo o la zoofilia. Algunas de estas temáticas dominan su primera novela, Las joyas de la serpiente (1984), y sufren una estilización paulatina en posteriores entregas. En La perra de Alejandría (2003), primera novela que conforma su trilogía Las Antiguas, Pedraza nos ofrece una versión peculiar de la historia de Hipatia (Melanta, en la novela), a la que presenta como víctima de la confrontación entre el culto de Dioniso y el de Cristo, liderado por el obispo Críspulo (trasunto de Cirilo de Alejandría). Considerada autora de culto, adentrarse en su extenso corpus literario, supone al lector un siniestro gabinete de maravillas, un museo de lo incierto, conformados por cámaras de tortura, estanterías esotéricas, laboratorios de monstruos, cementerios encantados y un sinfín de experiencias de lo extraño, de lo simbólico.
En previos encuentros (Conferencias y Comunicaciones del primer Congreso Internacional de literatura fantástica y ciencia ficción, celebrado del 6 al 9 de mayo de 2008 en la Universidad Carlos III de Madrid) la propia autora ha definido su estilo e intereses de la siguiente forma: 

Para mí, una literatura fantástica contemporánea, o más bien la narrativa extraña o siniestra, siguiendo la clasificación de Tzvetan Todorov, es sobre todo metafórica sin perder su posible carácter realista y mucho menos su ambigüedad o su ironía. (...) Dentro de los grandes temas que maneja esta clase de literatura, hay tres privilegiados, en los que trabajo con cierta perseverancia o al menos de un modo preferente: los humanos en la frontera entre la vida y la muerte, los animales y los monstruos reales o imaginarios.

### Ensayo
La labor investigadora de Pedraza se centra en tres campos: el arte y la sociedad del Renacimiento y el Barroco, el Cine y la misoginia. En la trilogía formada por La bella, enigma y pesadilla (1991), Máquinas de amar. Secretos del Cuerpo Artificial (1998) y Espectra. Descenso a las criptas de la literatura y el cine (2004), premio Ignotus al mejor libro de ensayo 2005, explora distintas facetas del miedo y la fascinación que provoca en el hombre la imagen de la mujer siniestra, vista como seductora letal, androide sin alma o cadáver que desafía la muerte. Venus barbuda y el eslabón perdido (2009) prosigue esta vía de investigación, abordando esta vez a la mujer barbuda o velluda como freak que transgrede la frontera entre los dos sexos y vincula a la mujer con la animalidad.

### Traducción
Es de resaltar su edición y traducción del Sueño de Polífilo de Francesco Colonna.

## Listado de trabajos
Narrativa
- Las joyas de la serpiente (1984)
- Necrópolis (cuentos) (1985)
- La fase del rubí (1987)
- Mater Tenebrarum (cuentos) (1987)
- La pequeña pasión (1990)
- El gato encantado (1992)
- Las novias inmóviles (1994)
- Paisaje con reptiles (1996)
- Piel de sátiro (1997)
- Arcano 13, cuentos crueles (2000)[3]
- Fantástico interior: antología de relatos sobre muebles y aposentos (2001)
- La perra de Alejandría (2003)[4][5]
- El síndrome de Ambrás (2008)
- Lucifer Circus (2012)[6][7]
- Lobas de Tesalia (2015)
- Mystic Topaz (2016)
- El amante germano (2018)
- Pánikas (2019)
- Eros ha muerto. Relatos impios (2019)
- Tóxikas (2020)
- Nocturnas. Historias vampíricas (2021)

Ensayo
- Barroco efímero en Valencia (1982)
- Tratado de arquitectura de Antonio Averlino "Filarete" (1990)
- La bella, enigma y pesadilla (1991)
- Federico Fellini (1993)
- Máquinas de presa: la cámara vampira de Carl Th. Dreyer (1996)
- Máquinas de amar. Secretos del Cuerpo Artificial (1998)[8]
- Metrópolis, Fritz Lang: estudio crítico (2000)
- "La mujer pantera": Jacques Tourneur (1942) (2002)
- Espectra. Descenso a las criptas de la literatura y el cine (2004)[9][10]
- Agustí Villaronga (2007)
- Venus barbuda y el eslabón perdido (2009)
- Brujas, sapos y aquelarres (2014)
- Jean Cocteau. El gran ilusionista (2016)
- El salvaje interior y la mujer barbuda (2019)
- Suspiria. Las ministras del mal (2020)
- Vampiros en las sombras (2023)
- Tenebrarium. Derivas de lo fantástico y nuevos terrores (2025)

Traducción
- La fuga de Atalanta: alquimia y emblemática (1989)
- Sueño de Polífilo (1999)

Antologías
- La nueva carne. Una estética perversa del cuerpo. Varios autores. Madrid, Valdemar, 2002
- La maldición de la momia. Relatos de horror sobre el antiguo Egipto. Navarro, Antonio José (ed.). Madrid, Valdemar, 2006. ISBN 84-7702-546-0
- Hombre Lobo. Fernando Marías (ed.). Editorial RE:make, 2008.
- Aquelarre. Antología del cuento de terror español actual (cuentos de Alfredo Álamo, Matías Candeira, Santiago Eximeno, Cristina Fernández Cubas, David Jasso, José María Latorre, Alberto López Aroca, Lorenzo Luengo, Ángel Olgoso, Félix Palma, Pilar Pedraza, Juan José Plans, Miguel Puente, Marc R. Soto, Norberto Luis Romero, Care Santos, José Carlos Somoza, José María Tamparillas, David Torres, José Miguel Vilar-Bou y Marian Womack. Salto de Página, Madrid, 2010; edición de Antonio Rómar y Pablo Mazo Agüero). ISBN 978-84-15065-02-9
- Onírica, Hijos de Iquelo (prólogo de Jack Ketchum, cuentos de Sergio Moreno Montes, Athman M. Charles, Javier Trescuadras, Teo Rodríguez, Juan Ángel Laguna Edroso, Laura López Alfranca, Bea Magaña, David Jasso, Carmen Moreno, Wifac Atope, Alicia Pérez Gil, Javi Martos, Israel Alonso, Mar Goizueta, Aitor Heras, So Blonde, Álvaro Peiró Burriel, Juan González Mesa, Lorena Gil Rey,  Cristina Jurado, Víctor Conde, David Gambero, Rubén Pozo,  Carlos J. Lluch, Esteban Dilo, María Dolores Dávila, Álex Puerta, Beatriz T. Sánchez, J. Javier Arnau, J. A. Campos (Toluu), Daniel Gutiérrez y Pilar Pedraza. James Crawford Publishing, 2016)
- Cuadernos de Medusa vol. II. Editorial Amor de Madre, 2018.
- The Valancourt Book of World Horror Stories, Volume 1, James Jenkins, Ryan Cagle (eds.), Valancourt, 2020.
- Salvajes años 20. Relatos inspirados en el universo creado por H.P. Lovecraft. Apache Libros, 2021.

## Premios
- Barroco efímero en Valencia (1982). XXII Premio Senyera de investigación Histórica (1979).
- Las joyas de la serpiente (1984). Premio Ciudad de Valencia y Premio de la Crítica 1984.[11]
- Espectra. Descenso a las criptas de la literatura y el cine (2004). Premio Ignotus al mejor libro de ensayo 2005.
- Lucifer Circus (2012). Premio Nocte 2013.
- Premio Sheridan Le Fanu de la Semana Gótica de Madrid (2016) a la trayectoria literaria.
- Premio Especial Gabriel (2018) de la Asociación Española de Fantasía, Ciencia Ficción y Terror.[12]
- Premio Golem de Honor (2018), por toda la trayectoria.
- El amante germano (2018), premio a la mejor novela original en castellano en la cuarta edición de los premios Kelvin 505.
- Pánikas (2019), finalista Premio Celsius 2020 a la mejor novela de fantasía, ciencia ficción o terror en español.